# Pennyroyal Tea
Pennyroyal Tea è una canzone del gruppo grunge statunitense Nirvana, proveniente dal loro terzo e ultimo album in studio In Utero.  Inizialmente era prevista la pubblicazione come singolo nell'aprile 1994. Tuttavia, dopo la morte di Kurt Cobain avvenuta in quello stesso mese, l'uscita fu cancellata.

## Storia
Secondo la biografia di Michael Azerrad, Come As You Are: Story of Nirvana, Pennyroyal Tea venne scritta da Cobain nel 1990 a Olympia, in un appartamento condiviso con il batterista del gruppo Dave Grohl. Cobain disse di aver scritto la canzone in circa trenta secondi, poi di essersi seduto e averne scritto il testo in mezz'ora, e infine di averla registrata. Il gruppo suonò molte volte la canzone nel 1991 e nel 1992. Non venne però registrata in studio fino al 1993, quando venne inclusa nell'album In Utero da Steve Albini.

## Significato
Il testo della canzone fa riferimento, come Kurt Cobain stesso ammise, alle proprietà della Pennyroyal, una particolare erba utilizzata appunto per gli infusi e che si dice favorisca l'aborto spontaneo grazie al suo olio tossico (Mentha pulegium), che può portare alla morte se assunto in alte dosi. In Diari c'è una parte che spiega (per coloro i quali pensavano che le canzoni non avevano un solo significato) le tracce di In Utero. C'è scritto semplicemente: "Herbal abortive... it doesn't work, you hippie" ("Aborto erboristico... non funziona, hippie").

## La canzone
In questa canzone Kurt Cobain mette in pratica la contrapposizione "Strofa debole/Ritornello forte", come si può notare il molte altre canzoni dei Nirvana, come In Bloom o anche Smells Like Teen Spirit. Nel ritornello escono fuori con grande forza il suono della chitarra, la batteria di Grohl e la voce di Cobain. Per il resto il testo è molto semplice.

## Video musicale
Era stato chiesto ad Anton Corbijn, che aveva diretto il videoclip di Heart-Shaped Box, di dirigere anche il video di Pennyroyal Tea; egli però rifiutò perché disse che non avrebbe potuto fare un video migliore di quello. Così venne scelto Jeffery Plansker come nuovo direttore. Successivamente, però, con la morte di Cobain, l'idea del video venne abbandonata. Sarebbe stato il secondo video di In Utero della band, poiché MTV disse che non avrebbe mandato in onda un video di Rape Me, così i Nirvana, per protesta, decisero di non fare un video di All Apologies, che era una hit maggiore.

## Altre versioni
Pennyroyal Tea è famosa soprattutto per la versione che i Nirvana eseguirono durante il concerto acustico MTV Unplugged in New York. La canzone poi venne inserita anche nell'omonimo album. Un demo acustico (registrato nel 1993) appare nel box set dei Nirvana uscito nel 2004, With the Lights Out. Il box set DVD include anche una versione dal vivo nel concerto all'OK Hotel del 17 aprile 1991.
Un'altra demo acustica della canzone è stata divulgata non ufficialmente su YouTube dall'utente RareNirvana. La demo sembra essere stata registrata nella residenza di Kurt ad Olympia nell'inverno del 1990 insieme a Dave Grohl, rendendo quindi veritiero il racconto di Michael Azerrad nella biografia Come As You Are: Story of Nirvana.

## Tracce
Le tracce apparse sul singolo sono queste:
- Pennyroyal Tea (Cobain) 3:36
- Where Did You Sleep Last Night (Cover di Leadbelly) 5:16
- I Hate Myself and I Want to Die (Cobain) 2:46

## Formazione
- Kurt Cobain – voce, chitarre elettriche
- Krist Novoselic – basso elettrico
- Dave Grohl – batteria, percussioni

## Cover
Pennyroyal Tea è stata suonata come cover anche da altri artisti:
- Il gruppo rock statunitense Hole[3].
- La cantante statunitense Kristin Hersh.
- Il gruppo alternative rock americano The Flaming Lips.
- Il gruppo rock Manic Street Preachers.
- Il gruppo rock coreano Jaurim.